# Diadema ahmadii
Diadema ahmadii är en svampart som beskrevs av Kaz. Tanaka & S.H. Iqbal 2010. Diadema ahmadii ingår i släktet Diadema och familjen Diademaceae.   Inga underarter finns listade i Catalogue of Life.